# Kingston (Texas)
Kingston è una comunità non incorporata della contea di Hunt, Texas, Stati Uniti.